# 高安县 (江西省)
高安县，中国古旧县名。今江西省高安市前身。
唐朝武德五年（622年），改建城县置，治所在今江西省高安市。自唐至清先后为靖州、筠州、瑞州、瑞州路、瑞州府治。
1949年7月10日，中国人民解放军攻占高安县。7月14日，成立高安县人民政府。其后，高安县隶属于南昌专区、宜春专区、宜春地区。1993年12月8日，撤县设市，设立县级高安市。现隶属于宜春市。